# Гросс, Дейвид
Де́йвид (Дэвид) Джо́натан Гросс (англ. David Jonathan Gross; род. 19 февраля 1941, Вашингтон) — американский физик, лауреат Нобелевской премии по физике в 2004 году «за открытие асимптотической свободы в теории сильных взаимодействий» (совместно с Фрэнком Вильчеком и Дейвидом Политцером).
Профессор Kavli Institute for Theoretical Physics Калифорнийского университета в Санта-Барбаре и его экс-директор (1997—2012), член Национальной академии наук США (1986) и Американского философского общества (2007).

## Биография
Родился в еврейской семье. Отец, политолог Бертрам Меер Гросс (1912—1997), происходил из семьи эмигрантов из Закарпатья (Венгрии, затем Чехословакии); мать, Нора Файн, эмигрировала в США с советской Украины.
Гросс учился в Еврейском университете в Иерусалиме (Израиль), где в 1962 году получил степень магистра.
Степень доктора философии по физике получил в Калифорнийском университете в Беркли в 1966 году. Затем junior fellow в Гарвардском университете. С 1969 года в штате Принстонского университета, с 1972 по 1997 год профессор.
В настоящее время занимает профессуру имени Фредерика Глюка по теоретической физике в Институте теоретической физики имени Кавли Калифорнийского университета в Санта-Барбаре.
В 1973 году, совместно со своим первым аспирантом Фрэнком Вильчеком обнаружил асимптотическую свободу, согласно которой сильное взаимодействие между кварками слабеет с уменьшением расстояния между ними. В случае очень близкого расположения кварков они ведут себя как свободные частицы. Эта теория (также независимо открытая Дейвидом Политцером) явилась важным шагом на пути развития квантовой хромодинамики.
Кроме того, Гросс, совместно с Джеффри Харви, Эмилем Мартинеком и Райаном Ромом («Принстонский струнный квартет»), развил гетеротическую теорию струн.
Член Американского физического общества, Американской академии искусств и наук, Академии наук развивающихся стран (TWAS, 2007), иностранный член Индийской национальной академии наук (INSA, 2008), Китайской академии наук (2011), Российской академии наук (2016).
В 2016 году подписал письмо с призывом к Greenpeace, Организации Объединённых Наций и правительствам всего мира прекратить борьбу с генетически модифицированными организмами (ГМО).

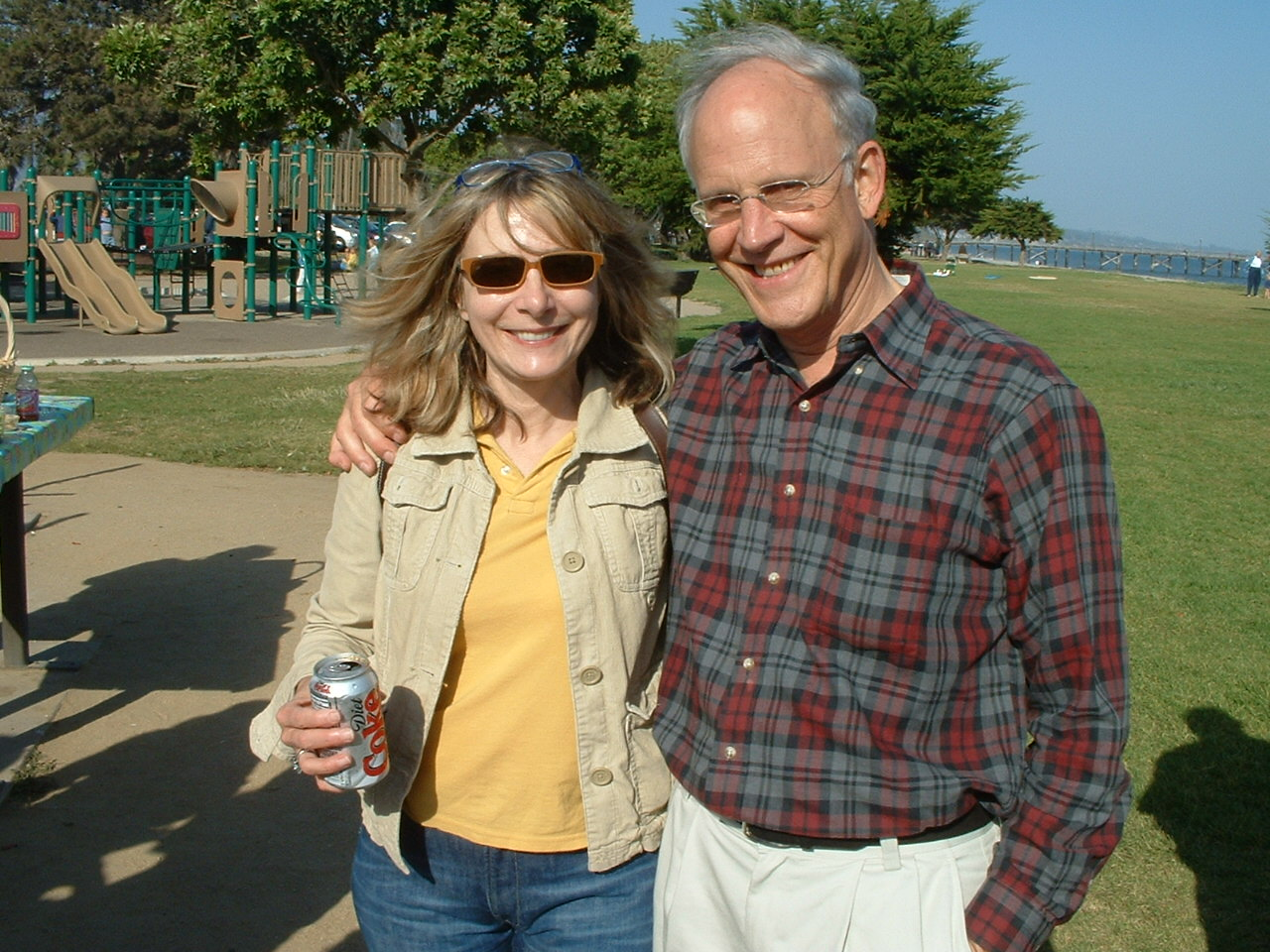
Гросс с женой в Санта-Барбаре

## Награды и отличия
- Стипендия Слоуна (1970—1974)
- Премия Сакураи Американского физического общества (1986)
- Стипендия Макартура (1987)[17]
- Медаль Дирака (1988)
- Мемориальные лекции Вейцмана (1994)
- Премия Харви (2000)
- Медаль Оскара Клейна (2000)
- Премия в области физики частиц и физики высоких энергий (2003)
- Гранд-медаль Французской академии наук (2004)
- Нобелевская премия по физике (2004; совместно с Фрэнком Вильчеком и Дейвидом Политцером)
- Golden Plate Award[англ.], Academy of Achievement[англ.] (2005)
- San Carlos Boromero Award филиппинского Университета Сан-Карлос (2008)
- Почётный доктор наук Камбоджийского университета (2010)
- Richard E. Prange Prize, Мэрилендский университет (2013)
- Медаль Почёта, Объединённый институт ядерных исследований, Россия (2016)